# Rhinophoridae

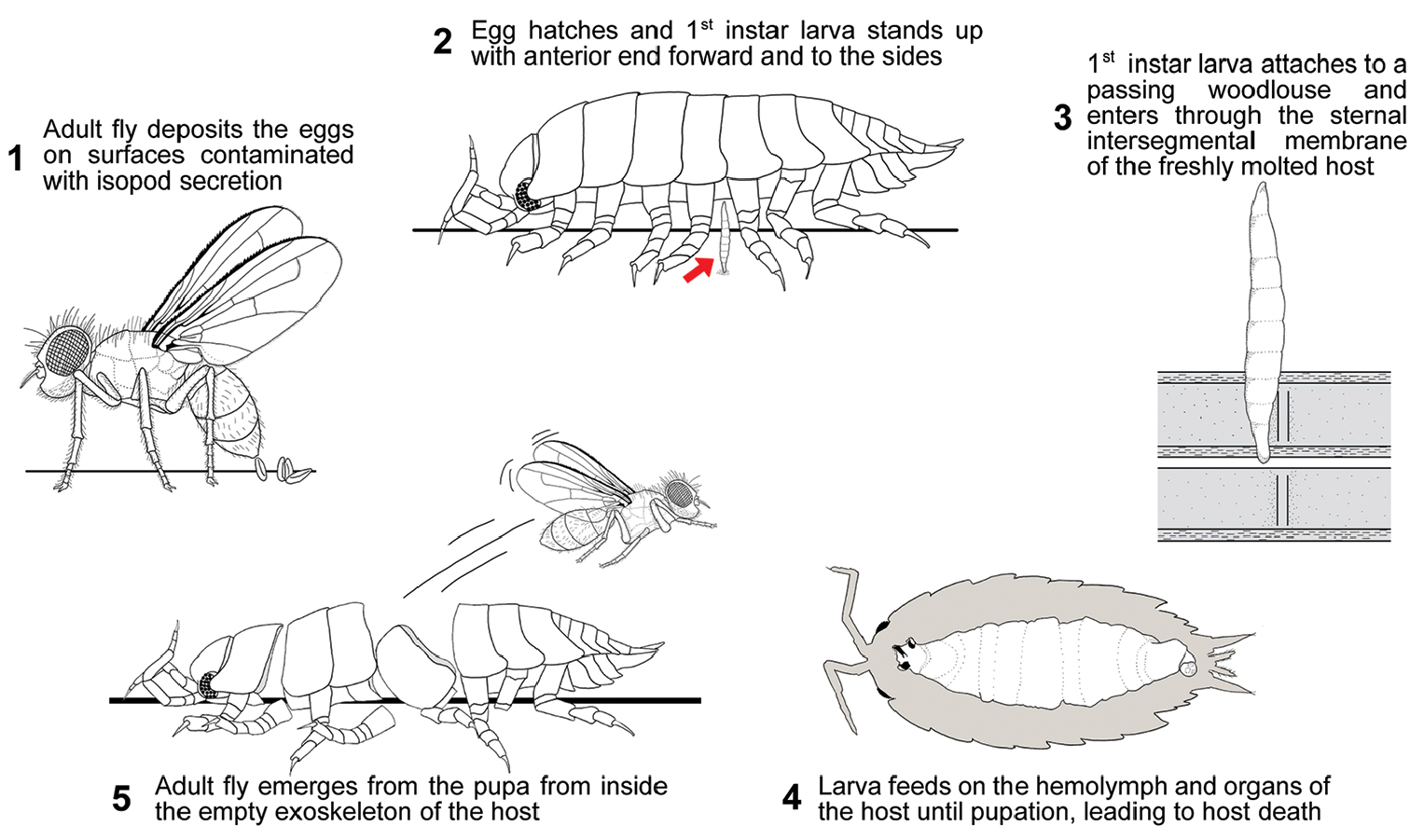
Цикл развития Rhinophoridae на мокрицах.

Rhinophoridae (лат.) — семейство мух (Diptera, Oestroidea).

## Распространение
Встречаются повсеместно, кроме Австралии и Океании, но главным образом в Палеарктике и Афротропике.

## Описание
Мелкие или среднего размера мухи (длина от 2 до 10 мм) тёмного и чёрного цвета. На дихоптическом лбу от 1 до 5 пар проклинатных орбитальных щетинок. Глаза, переднеспинка, метастернум голые. Брюшко удлинённое, цилиндрическое. Личинки — специализированные эндопаразиты мокриц (Malacostraca: Isopoda) из родов Armadillidium, Oniscus, Philoscia, Porcellio, Protracheoniscus, Trachelipus. .

## Систематика
33 рода и 177 видов.
Rhinophoridae рассматривается членом надсемейства Oestroidea (оводы, саркофагиды, каллифориды и другие), но его филогенетическая позиция внутри этой клады отсаётся неясной. Анализ морфологии сближает его с Rhiniidae или с монотипическим семейством Mystacinobiidae из Новой Зеландии.
- Acompomintho Villeneuve, 1927[11]
- Alvamaja Rognes, 2010[14]
- Apomorphyto  Cerretti, Lo Giudice & Pape, 2014[11]
- Axinia Colless, 1994[1]
- Azaisia Villeneuve, 1930[15]
- Baniassa Kugler, 1978[16]
- Bezzimyia Townsend, 1919[17]
- Bixinia  Cerretti, Lo Giudice & Pape, 2014[11]
- Kinabalumyia  Cerretti & Pape, 2020[2]
- Macrotarsina Schiner, 1857[18]
- Marshallicona  Cerretti & Pape, 2020[2]
- Maurhinophora  Cerretti & Pape, 2020[2]
- Melanophora Meigen, 1803
- Oplisa Róndani, 1862[19]
- Paykullia Robineau-Desvoidy, 1830[20]
- Phyto Robineau-Desvoidy, 1830[20][21]
- Rhinodonia  Cerretti, Lo Giudice & Pape, 2014[11]
- Rhinomorinia Brauer & von Bergenstamm, 1889[22]
- Rhinopeza  Cerretti, Lo Giudice & Pape, 2014[11]
- Rhinophora Robineau-Desvoidy, 1830[20]
- Shannoniella Townsend, 1939[23]
- Stevenia Robineau-Desvoidy, 1830[20]
- Styloneuria Brauer & von Bergenstamm, 1891
- Tricogena Róndani, 1856[24]
- Tromodesia Róndani, 1856[24]
- Trypetidomima[10]
- Ventrops  Crosskey, 1977[25][26]